# Joaquim Vidal i Perpinyà
Joaquim Vidal i Perpinyà (Sant Gregori, 1947) és un empresari i polític català, senador en la VI legislatura.

## Biografia
És conseller d'empresa de comerç i alimentació i propietari dels supermercats Valvi. Soci fundador i propietari de Televisió de Girona i president d'Hermes Comunicacions. Fou president del Club Bàsquet Girona entre els anys 1987 i 2000. Militant de Convergència Democràtica de Catalunya, fou escollit batlle de Sant Gregori a les eleccions municipals espanyoles de 1983, 1987 i 1994 i senador per la demarcació de Girona entre els anys 1996 i 2000. Fou portaveu de les comissions de la Comissió de Peticions i de la Comissió de Treball i Seguretat Social.
L'any 2004 creà la Fundació Valvi, amb seu a Girona, dedicada a l'edició de llibres, a les exposicions d'art i a concerts. En 2011 va fundar Miservi de Supermercats, SL juntament amb Miquel Alimentació Grup, SL, propietat de Ramon Miquel i Ballart, per tal d'explotar els supermercats SPAR al Maresme i a les comarques gironines. En 2012 adquirí el Grup Hermes i esdevingué accionista majoritari d'El Punt Avui. En gener de 2013 va rebre el guardó de la Fundació Catalunya Estat en reconeixement de la seva tasca rellevant en favor d'un estat català independent.